# Katedrála svatého Martina z Tours (Utrecht)

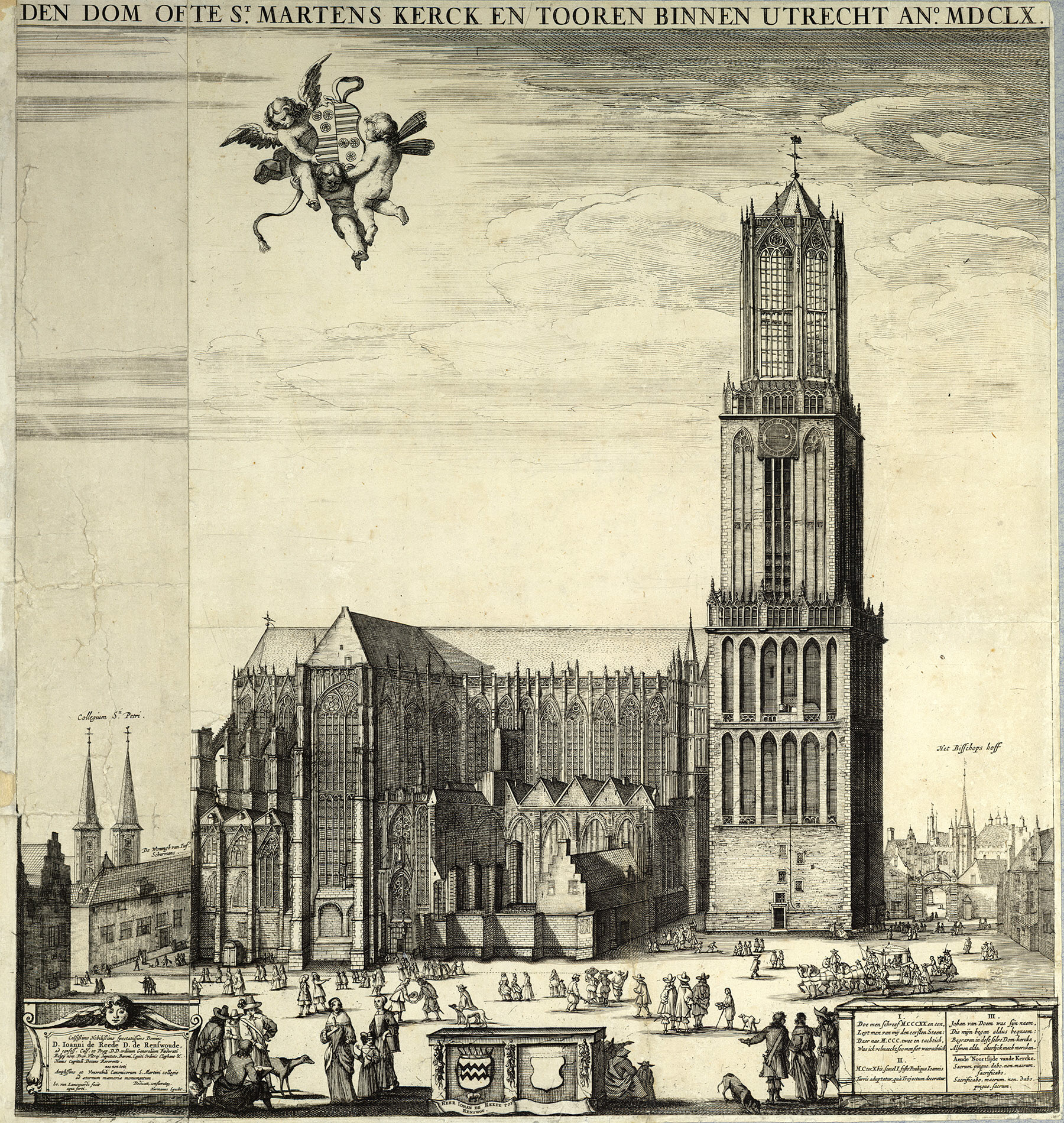
Katedrála v Utrechtu, stav před zřícením lodě. Rytina Stevena van Lamsweerde z roku 1660.

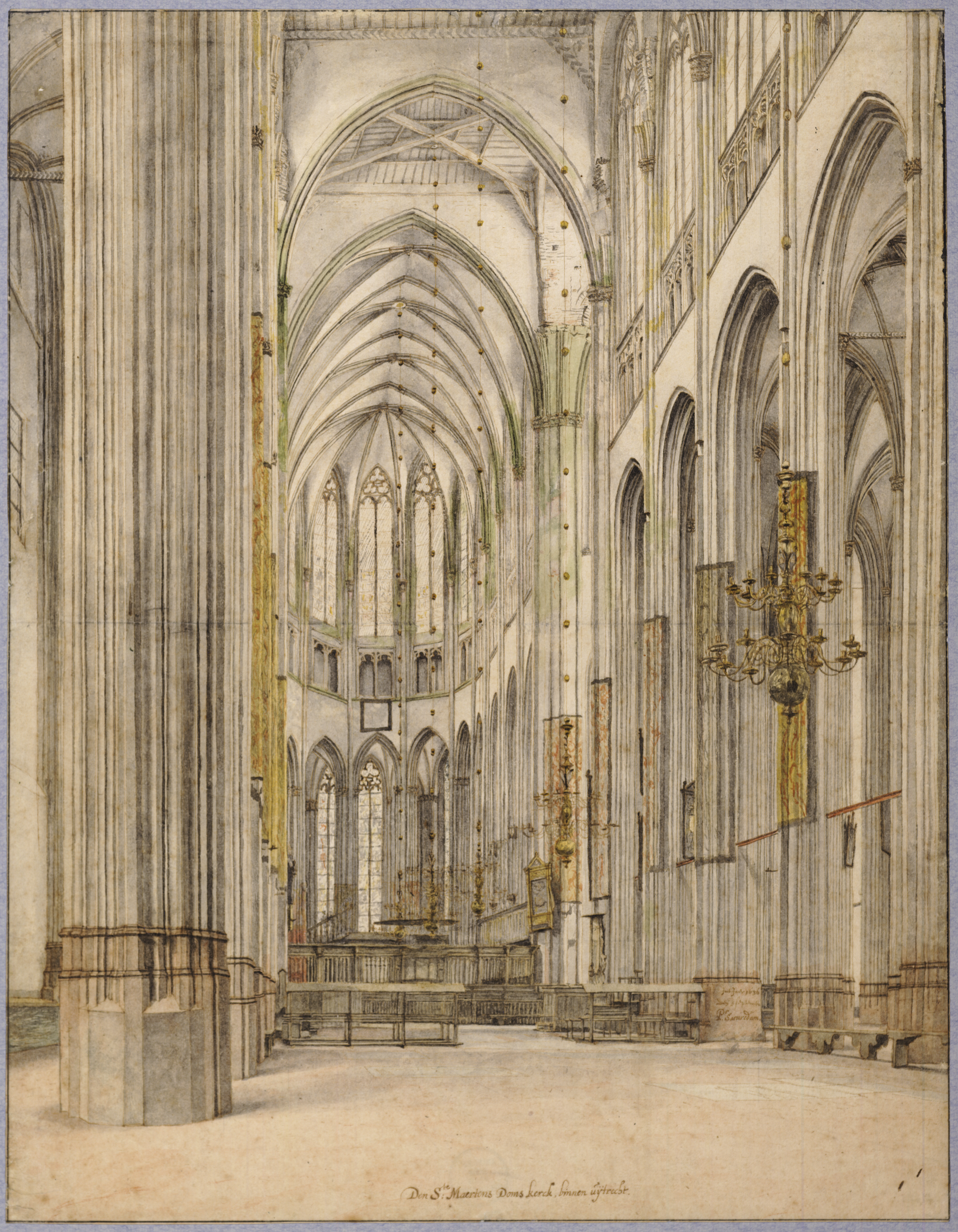
Pieter Jansz Saenredam - Interiér katedrály v Utrechtu

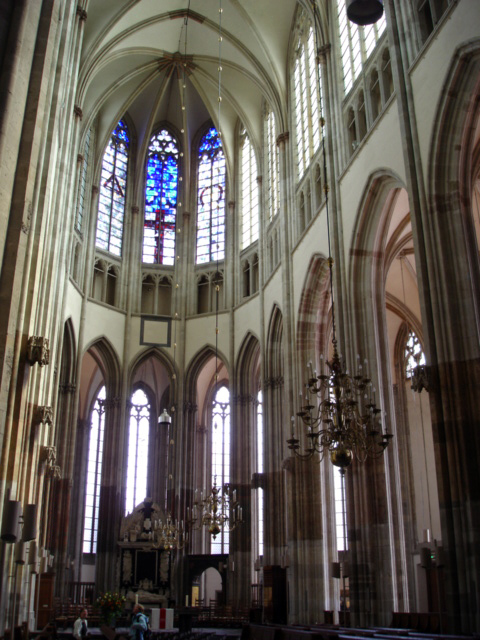
Presbytář

Katedrála sv. Martina v Utrechtu (nizozemsky Sint-Maarten Domkerk van Utrecht) je historická katedrála utrechtské diecéze (dnes utrechtské provincie v Nizozemí), jeden z největších gotických kostelů v severním Holandsku, hlavní svatostánek biskupů tohoto regionu. Zasvěcen je sv. Martinovi. V roce 1580 ho převzali kalvinisté. Jde o cenný doklad gotické architektury, jediný kostel v Nizozemí ve stylu klasické francouzské gotiky. Dominantou svatyně je západní věž vysoká 112,3 m, objevující se v řadě malířských děl, např. na Gentském oltáři Huberta a Jana van Eyck.

## Historie
Bouřlivá historie utrechtské katedrály sahá do 7. století. Kolem roku 630 zde vznikla dřevěná kaple zasvěcená sv. Martinovi (nebo sv. Tomášovi), založená franskými misionáři, kteří byli v této oblasti podporováni merovejskými králi. Původní místo kaple není známo, jisté je, že ji zničili pohanští Frísové. Svatý Willibrord († 739), arcibiskup křesťanského Fríska, vybudoval na místě kamenný kostel, který zde stál do 9. století, kdy byl zničen při nájezdu Normanů. V 10. století jej obnovil biskup Balderik. Utrechtské biskupství vzniklo koncem 8. stol. a bylo roku 799 začleněno do arcibiskupství kolínského. Balderikova katedrála shořela a další románský kostel byl vybudován za biskupa Adalbolda II. (vysvěcen v roce 1023). Tehdy již byl Utrecht významným městem Svaté říše římské. Od doby panování Sálské dynastie byl císař čestným kanovníkem katedrály. V Utrechtu zemřeli císařové Konrád II. Sálský (1039) a Jindřich V. Sálský (1125); oba byli pochováni katedrále ve Špýru, v utrechtské katedrále však jsou uložena srdce obou. Památkou na nejvýše postavené osoby v říši jsou tzv. císařské kameny (keizerssteentjes), umístěné v presbytáři.
Adalboldova katedrála vydržela do roku 1253, kdy v Utrechtu vypukl požár, který zpustošil téměř celé město. O rok později tehdejší hierarcha Hendrik van Vianden inicioval vybudování nové, gotické katedrály. Práce na velké svatyni podle vzoru katedrály v Kolíně nad Rýnem trvaly až do 16. století. V roce 1295 roku byl vysvěcen gotický presbytář. Západní věž byla vystavěna v letech 1321-1382. Rok 1515 se považuje za datum ukončení stavby celé katedrály.
Reformace, která zasáhla i Nizozemí, přinesla konec období vlády katolických biskupů v Utrechtu. V roce 1572 v rámci kalvinisty iniciovaného ikonoklasmu (obrazoborectví) byla zničena bohatá výzdoba interiéru kvůli různým zpodobením Panny Marie a svatých, jež byla v příkrém rozporu s učením Jana Kalvína stran výzdoby křesťanské svatyně. V roce 1580 vládnoucí místa přiřkla katedrálu kalvinistům, kteří ji spravovala s přetržkou v letech 1673/1674 , kdy Utrecht okupovala vojska francouzského krále Ludvíka XIV. V této době se v katedrále konaly katolické bohoslužby. Osud obyvatel města katolického vyznání byl v 16. a 17. století těžký: své bohoslužby konali v schuilkerken - svatyních zřízených většinou v měšťanských domech. Kromě toho se modlili v kapli sv. Gertrudy, která se stala katolickou katedrálou. Roku 1853 roku bylo znovuzřízeno arcibiskupství utrechtské, jehož sídlem se stal kostel sv. Kateřiny, náležející ve středověku karmelitánům.
1. srpna roku 1674 Utrecht postihlo tornádo, v jehož důsledku se zřítila hlavní loď kostela, svůj díl na neštěstí ovšem nesla i vadná konstrukce a různé nedodělky ve stavebních pracích v této části svatyně. Dochovaná část stavby byla uzavřena na západní straně transeptu (příčné lodi) provizorní stěnou. Ruiny hlavní lodě byly odstraněny teprve roku 1826; na vyklizeném místě vznikl Domplein (Dómské náměstí). Chátrání dómu pokračovalo ještě celé 19. století. Věž byla kompletně sanována v letech 1901–1931. Kostel v 19. a na počátku 20. století restaurován, zřícená hlavní loď však již nikdy rekonstruována nebyla, třebaže bylo opakovaně diskutováno její znovuvybudování. V roce 2004, k 750. výročí položení základního kamene gotického dómu, byla její podoba znázorněna kovovou konstrukcí.

## Rozměry katedrály
- celková délka: 119 m (včetně věže)
- délka transeptu: 49 m
- vnitřní výška klenby chóru: 31,5 m
- výška hřebene střechy: 41,6 m
- základy věže: 19,3 x 19,5 m
- výška věže: 112,32 m

## Architektura

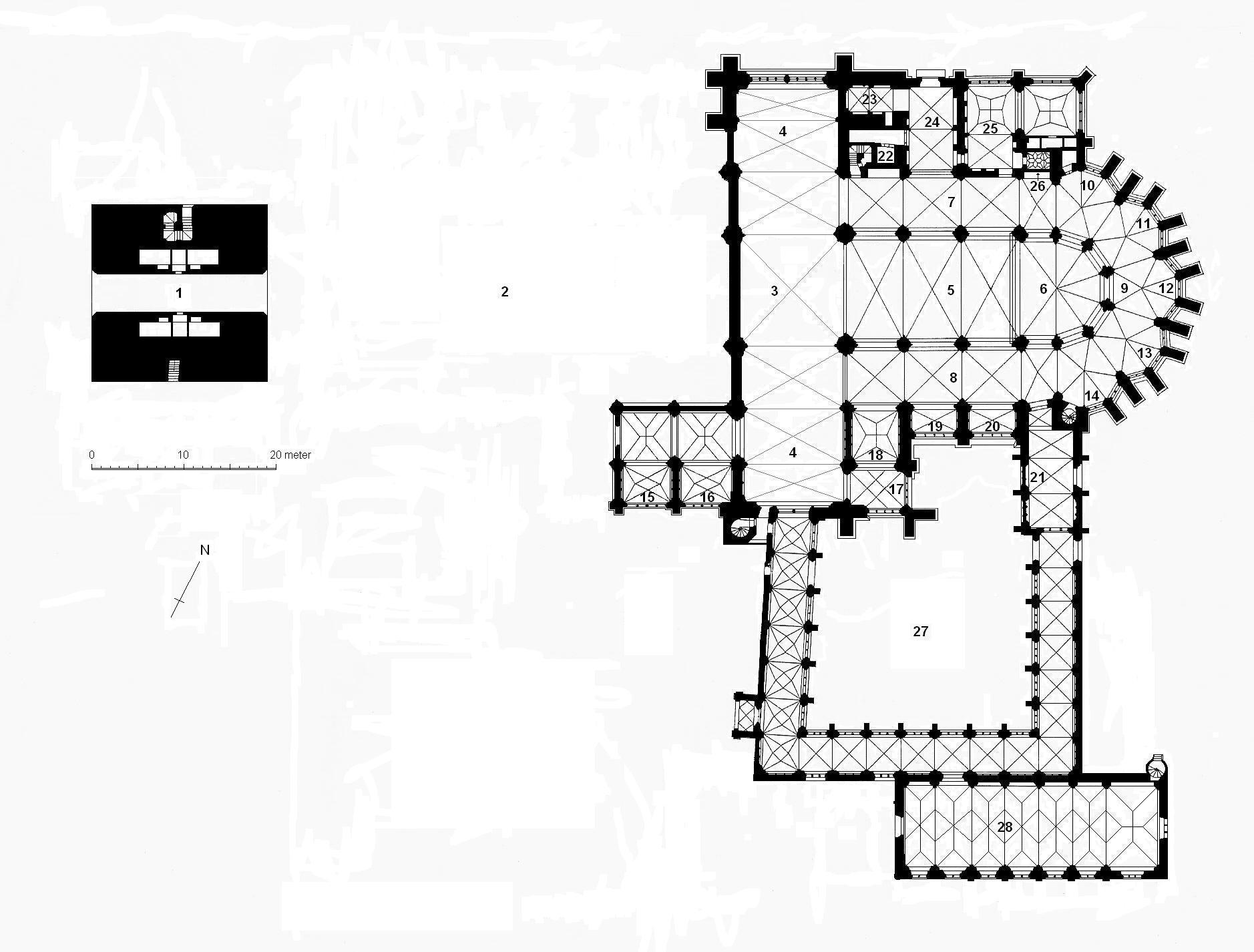
Plán utrechtské katedrály
Legenda:
1 věž, 2 místo dřívější lodě, 3 křížení lodí, 4 transept, 5 presbytář, 6 východní oblouk, 7 severní boční loď, 8 jižní boční loď, 9 ambit s kaplemi, 10 kaple sv. Dionýsia a Bartoloměje, 11 kaple sv. Ondřeje a Ponciána, 12 kaple sv. Kříže, 13 kaple sv. Petra a Pavla, 14 kaple sv. Šimona a Judy, 15 kaple rodu van Veen, 16 kaple rodu van Montfoort, 17 kaple proboštů, 18 kaple biskupa Rudolfa van Diepholt, 19 kaple biskupa Guye van Avesnes, 20 kaple biskupa Jana van Arkel, 21 jihovýchodní, 22 kaple probošta Zwedera van Uterlo, 23 kaple sv. Blažeje, 24 kaple biskupů Friedricha a Johanna van Sierck, 25 sakristie a knihovna, 26 kaple jedenácti tisíc panen, 27 rajský dvůr, 28 velký kapitulář

V současnosti katedrála sestává z presbytáře, transeptu a budov dřívějšího biskupství, přiléhajících ke katedrále z jižní strany. Západní věž je dnes samostatná stavba.
Presbytář sestává ze tří oblouků, čtvrtý je uzavřený polygonální (7/12). K presbytáři přiléhají boční lodě pravoúhlého půdorysu, lemované věncem kaplí. Po severní straně presbytáře se nachází sakristie a pokladnice. V úplnosti se zachoval transept, zatímco z původního korpusu hlavní lodě zůstaly dochovány pouze dva oblouky jižní boční lodě. Ikonografické doklady vypovídají o tom, že bazilikový pětilodní korpus měl původně sedm oblouků a k severní straně katedrály přiléhala dvoulodní kaple.
Presbytář má formu charakteristickou pro klasickou gotiku. Bezprostřední vliv na podobu této části svatyně měla katedrála v Kolíně nad Rýnem; utrechtské biskupství podléhalo kolínskému arcibiskupství. Vnitřní prostor je vertikálně členěn do tří pater - mezilodní arkády, triforium, okna. Vnitřní prostor je zakryt křížovou klenbou podepřenou příporami, které v horní partii přiléhají ke stěnám, pod triforiem pak ke svazkovým pilířům. Je použito klasické členění oken a triforia, v apsidě dvojdílné, v ostatních čtyřdílné. Zcela odlišného vzhledu je ochoz, integrovaný s věncem kaplí. Kaple mají půdorys protáhlého nepravidelného šestiúhelníku. Uvnitř je použit systém přípor, které přecházejí v pilíře, zakončené fiálami. Architektura kaplí není jednotná, jsou zaklenuty jak křížovými, tak hvězdicovými klenbami; jejich styl je pozdně gotický.
Z budov biskupství navazujících z jihu se dochovaly tři křídla křížové chodby a k nim z jižní strany přiléhající kapitulář o sedmi prostorách.

## Vnitřní výzdoba
Bohatá původní výzdoba byla zničena nebo odstraněna při obrazoboreckých bouřích v roce 1572. Dochovaly se dva pozdněgotické triptychy, ovšem se značným poškozením především na hlavách postav Marie a svatých. V kapli Rudolfa van Diepholt se zachovala gotická malba představující Ukřižování. Z děl náhrobního umění vyniká gotický tumbový náhrobek biskupa Gwijde van Henegouwen (bratra Jana II., vévody Holandska a Hainatu, který byl rovněž biskupem Utrechtu v letech 1301-1317), tumbový s postavou hierarchy uprostřed a postavami svatých na bocích tumby (s hlavami zničenými obrazoborci).

## Věž katedrály
Věž vypínající se do výše 112,32 m, známá jako Domtoren byla vybudována na kvadratickém půdoryse a sestává ze tří částí (bloků). V nejnižší se dříve nacházela privátní kaple biskupa, výše pak prostory pro strážce (věž plnila i ochrannou a strážní funkci). Střední část má obdobný půdorys, ale je o něco užší; uvnitř jsou zavěšeny zvony. Nejvyšší část pak má oktogonální půdorys, stěny zdobí různá okna, slepá okna a výklenky s bohatou výzdobou zdůrazňující vertikální rozměr věže. Věž je zakončena špičatou helmicí.
Stavba věže se stala předmětem kritiky obrazoborce Geerta Groota, který napsal speciální traktát Contra turrim Traiectensem (Proti utrechtské věži) zavrhující marnost této investice. Na druhé straně architektura věže byla inspirací pro stavitele dalších kostelů. mj. v Amersfoortu, Rhenen či Groningen.
V současnosti je věž významným objektem turistiky. Každá ze tří částí je obehnána balustrádou a po překonání 465 schodů se vstoupí na hlavní rozhlednou plošinu, situovanou u paty helmice. Z ní je vynikající rozhled na panorama Utrechtu a okolí, při dobré viditelnosti lze dohlédnout na blízká města - Haag, Haarlem, Rotterdam a Amsterdam.

## Zvony

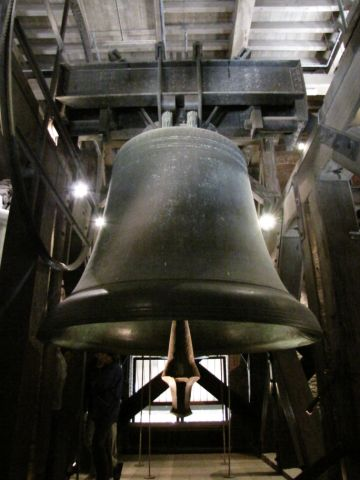
Zvon Salvator

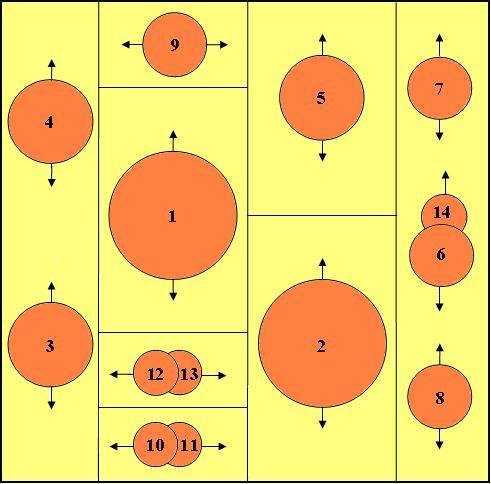
Schemattické rozmístění zvonů.

Uvnitř střední částí věže visí 14 zvonů, mezi nimi 7 historických, dochovaných ze souboru 13 zvonů, které odlil roku 1505 Gerhard van Wou, věhlasný mistr zvonař, působící kromě Nizozemí i v německém Sasku a Durynsku. Největší z nich se jmenuje Salvator. Sedm nových zvonů bylo odlito ve slévárně Eijsbouts v Astenu. Všechny zvony bijí pouze na Nový rok o půlnoci a při příležitosti zahájení Festivalu staré hudby (Festival Oude Muziek Utrecht) ve 12:00.
| Nr | Název                      | Tón  | Průměr (mm) | Hmotnost (kg) | Lijec a místo odlití         | Datum odlití |
| 1  | Salvator                   | fis0 | 2270        | 8227          | Gerhard van Wou              | 1505         |
| 2  | Maria                      | gis0 | 2030        | 5915          | Gerhard van Wou              | 1505         |
| 3  | Martinus                   | ais0 | 1820        | 4273          | Gerhard van Wou              | 1505         |
| 4  | Michaël                    | h0   | 1700        | 3343          | Gerhard van Wou              | 1505         |
| 5  | Johannes Baptista          | cis1 | 1530        | 2398          | Gerhard van Wou              | 1505         |
| 6  | Maria Magdalena            | dis1 | 1360        | 1655          | Gerhard van Wou              | 1505         |
| 7  | Agnes Maior                | e1   | 1270        | 1305          | Koninklijke Eijsbouts, Asten | 1982         |
| 8  | Agnes Minor                | eis1 | 1220        | 1146          | Koninklijke Eijsbouts, Asten | 1982         |
| 9  | Pontianus                  | fis1 | 1140        | 942           | Koninklijke Eijsbouts, Asten | 1982         |
| 10 | Campana Crucis (Kruisklok) | gis1 | 1020        | 662           | Koninklijke Eijsbouts, Asten | 1982         |
| 11 | Benignus                   | ais1 | 910         | 467           | Koninklijke Eijsbouts, Asten | 1982         |
| 12 | Thomas                     | h1   | 850         | 396           | Koninklijke Eijsbouts, Asten | 1982         |
| 13 | Adrianus                   | cis2 | 760         | 281           | Koninklijke Eijsbouts, Asten | 1982         |
| 14 | Jezus Maria Johannes       | h1   | 820         | 392           | Gerhard van Wou              | 1506         |

## Varhany

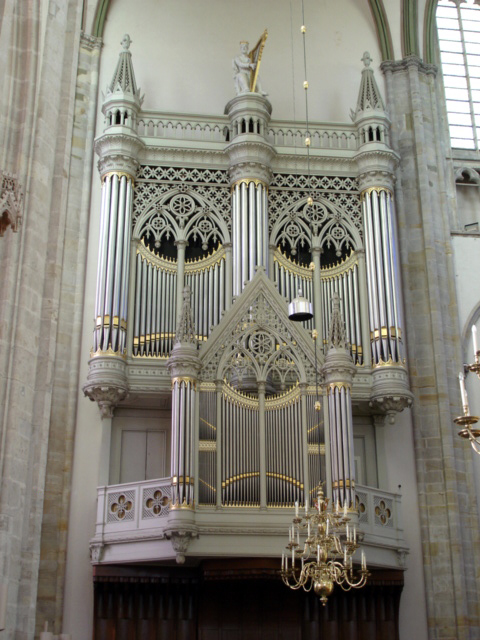
Velké varhany utrechtské katedrály

Historie varhan v katedrále sahá až k roku 1342. Velké varhany postavili v letech 1825-1831 stavitelé varhan Johan a Jonathan Bätz (Utrecht), přičemž využili částečně i materiál píšťal z 16. a 18. století. Tyto varhany byly v letech 1974-1975 kompletně restaurovány, přičemž byly odstraněny různé úpravy, k nimž mezitím došlo. Nástroj má celkem 50 rejstříků (3698 píšťal) se třemi manuály a pedály.

## Ikonografie
Utrechtská katedrála s charakteristickou věží se od počátku, již od gotického období objevuje na řade malířských děl. Zobrazování katedrály zobecnělo v 15. a 16. století v nizozemském, dolnorýnském a také gdaňském malířství. K nejstarším vyobrazení náleží mj. Gentský oltář (1432, katedrála sv. Bavona v Gentu) a Madonna z Autun (cca 1435, Louvre v Paříži) malíře Jana van Eycka. Na Gentském oltáři je katedrála vyobrazena ve střední části scény adorace Beránka Božího. Z pozdějších děl je to Ukřižování od Mistra Utrechtského. Motiv utrechtské katedrály je znám i v malířství miniatur (příkladem může být miniatura Modlitby krále Davida (cca 1450-1460). V dolnorýnském malířství je to mj. portrét neznámého muže od Mistra Sv. Bartoloměje (cca 1460)), Wallraf-Richartz-Museum v Kolíně nad Rýnem). Utrechtská katedrála se objevila v Kalvárii malíře Mistra z Frankfurtu (pravděpodobně známého jako Hendrik van Wueluwe), namalované kolem roku 1520 (Städel Museum, Frankfurt nad Mohanem) a také v triptychu Tří králů malíře Jacoba van Utrecht (kolem 1520, Wallraf-Richartz-Museum). V Národním muzeu ve Wroclawi je vystaven obraz Modlitba sv. Hieronima anonymního nizozemského malíře(kolem roku 1475), kde pozadí tvoří krajina se siluetou utrechtské svatyně. Dále je věž katedrály vyobrazena na pozadí krajinného cyklu na reversu pravého křídla Jeruzalémského triptychu v bazilice Panny Marie v Gdańsku (uložen v Národním muzeu ve Varšavě).
Z děl nizozemského malířství 17. století vyniká obraz Město malíře Joosta C. Droochsloot (kolem 1630, Utrecht, Centraal Museum), de facto panorama Utrechtu.

## Galerie

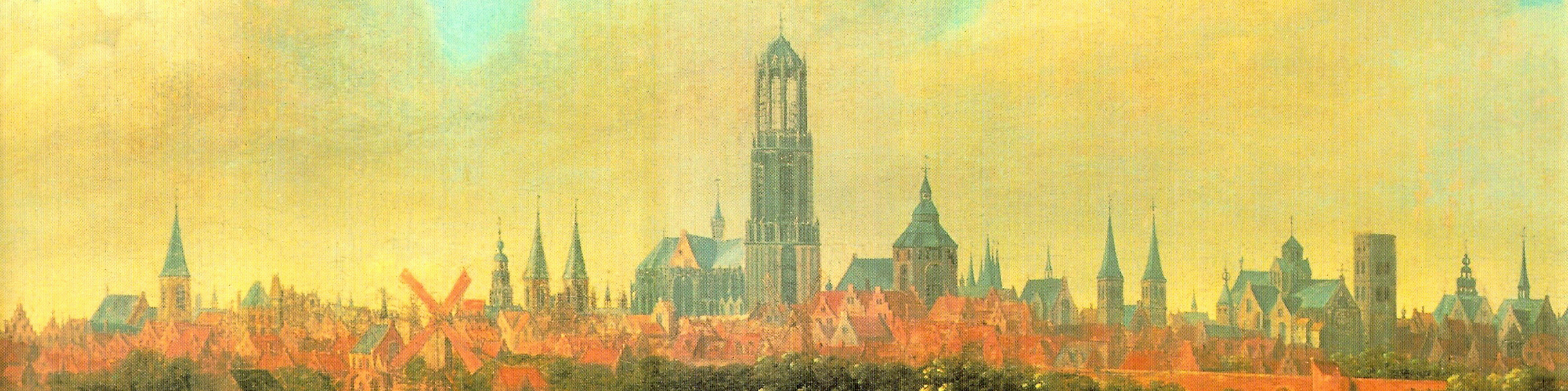
Joost Cornelisz. Droochsloot, Město, ok. 1630 (Centraal Museum, Utrecht)
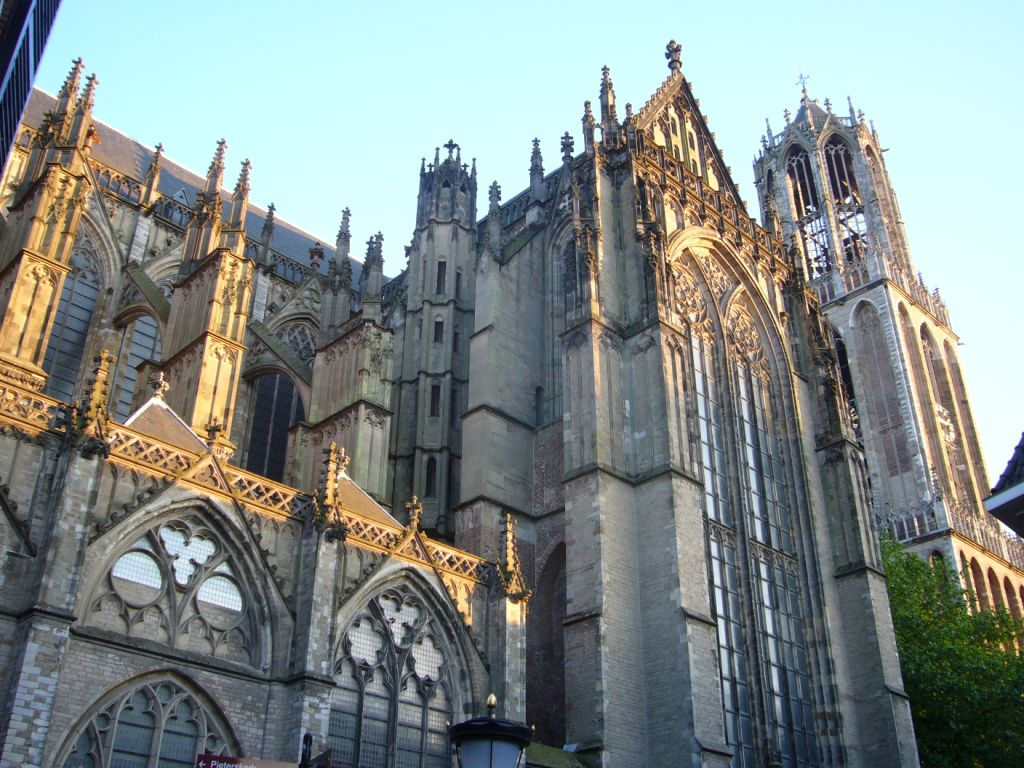
Pohled na katedrálu od severu
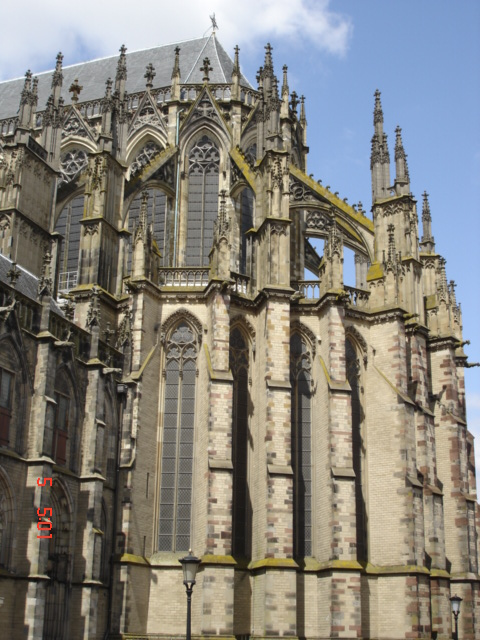
Část gotického presbytáře
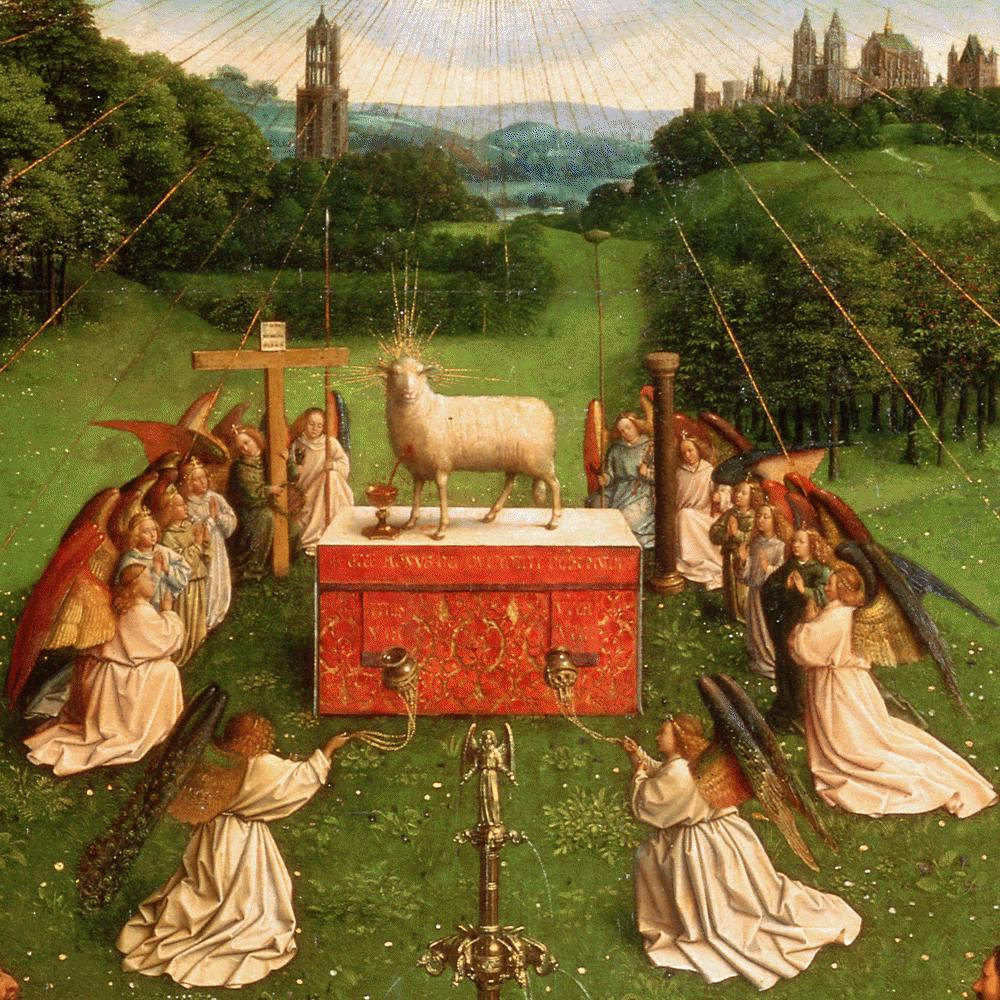
Adorace Beránka Božího - fragment střední části Gentského oltáře Huberta a Jana van Eyck
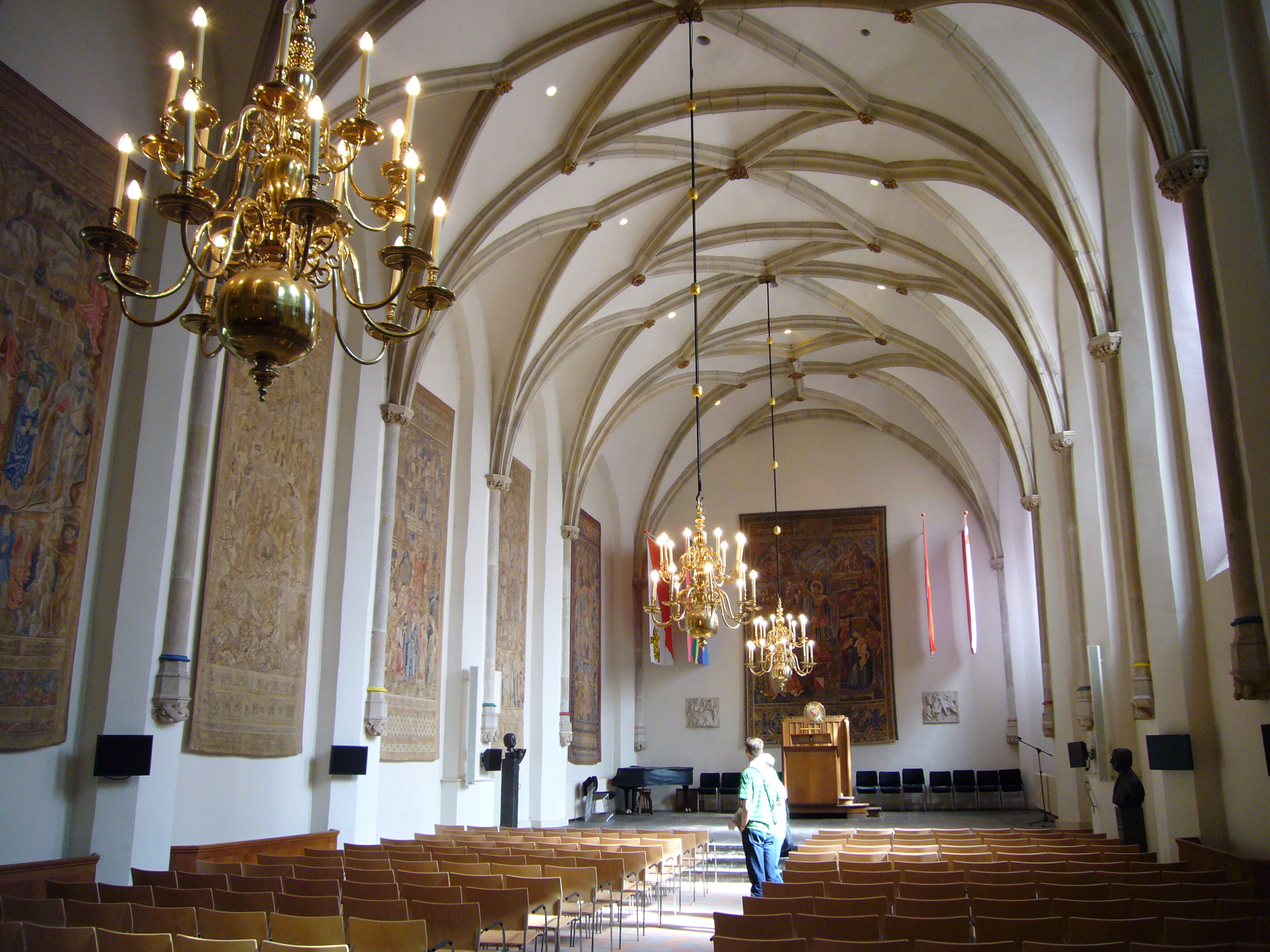
Interiér kapituláře
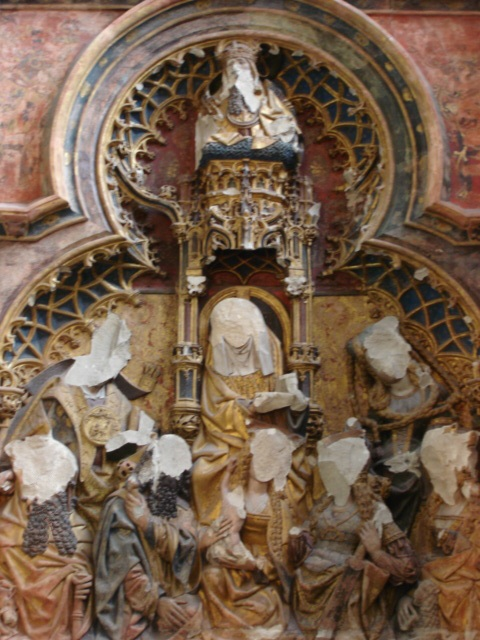
Oltářní retabulum zničené ikonoklasty
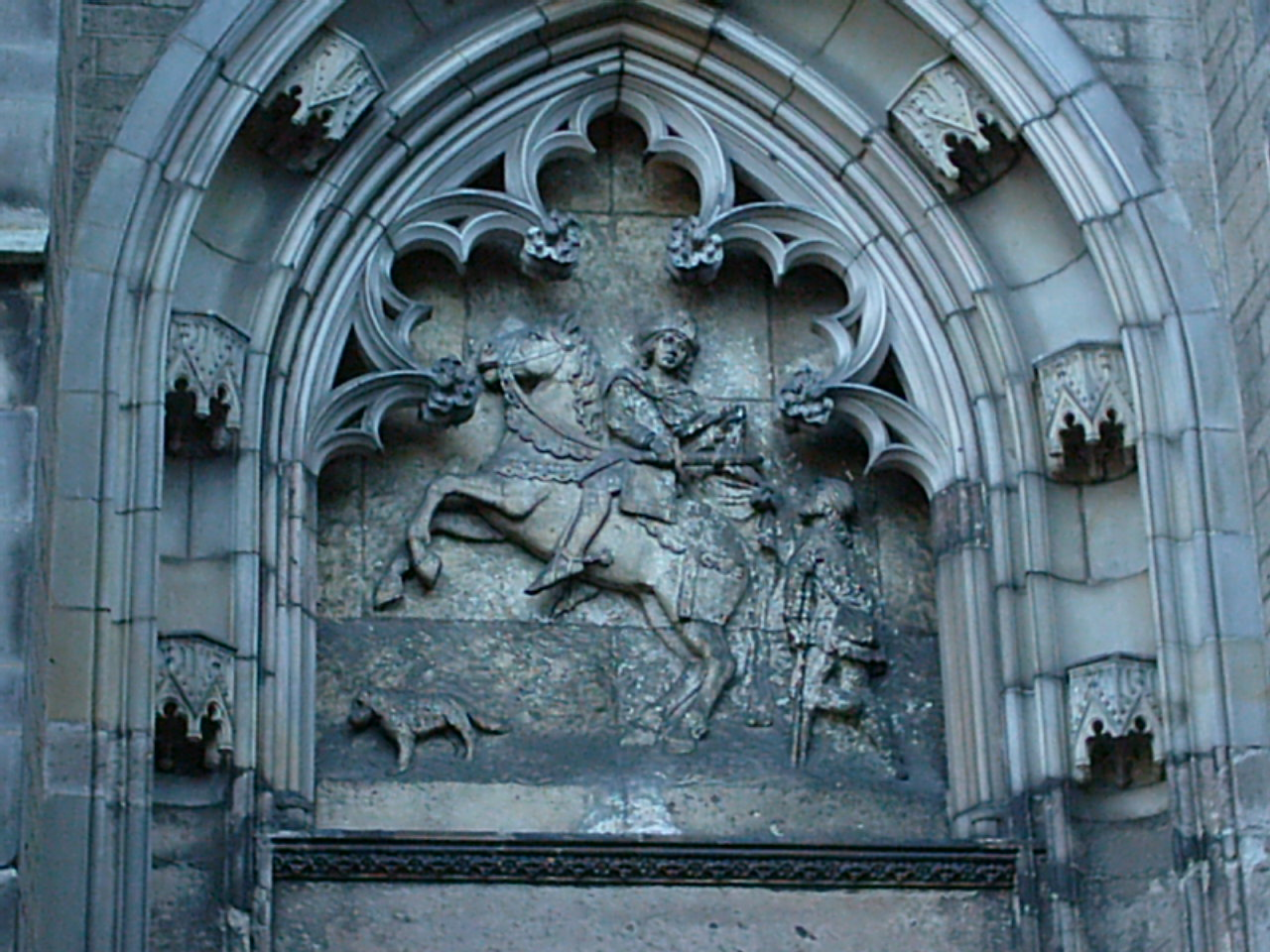
Sv. Martin - jedno z mála figurálních vyobrazení ušetřených při obrazoboreckých bouřích
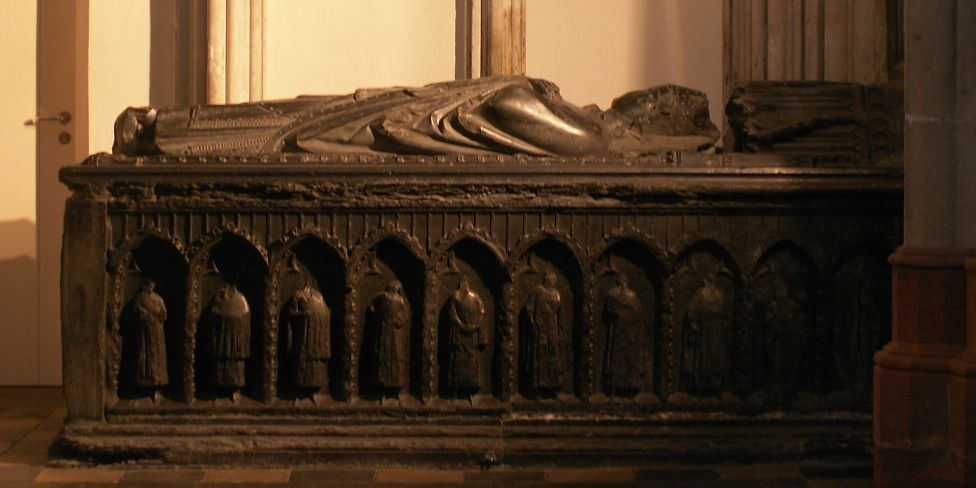
Gotický náhrobek biskupa Gwijde van Henegouwen
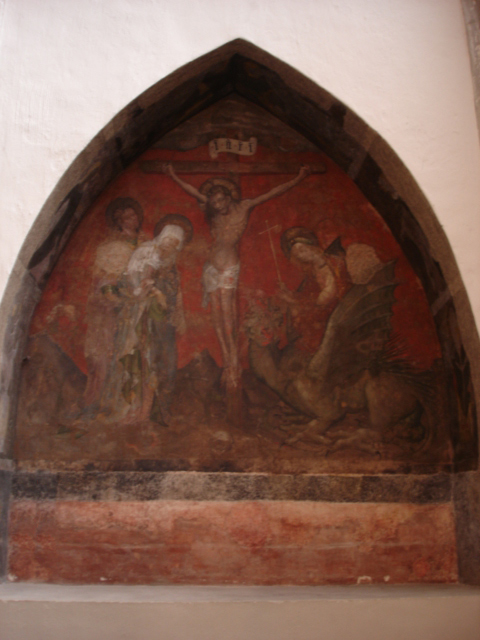
Gotická nástěnná malba se scénou Ukřižování Krista